# Fürstensee (Neustrelitz)
Fürstensee ist ein Stadtteil von Neustrelitz im Landkreis Mecklenburgische Seenplatte des Bundeslandes Mecklenburg-Vorpommern. Bis zum 22. April 1992 war Fürstensee eine eigenständige Gemeinde.

## Geografie und Verkehrsanbindung
Fürstensee liegt südöstlich der Kernstadt von Neustrelitz. Die B 96 und die B 198 verlaufen westlich. Östlich erstreckt sich der 204 ha große Große Fürstenseer See.

## Sehenswürdigkeiten
In der Liste der Baudenkmale in Neustrelitz ist für Fürstensee die Kirche mit elf schmiedeeisernen Kreuzen auf dem Kirchhof als einziges Baudenkmal aufgeführt.

## Bademöglichkeiten

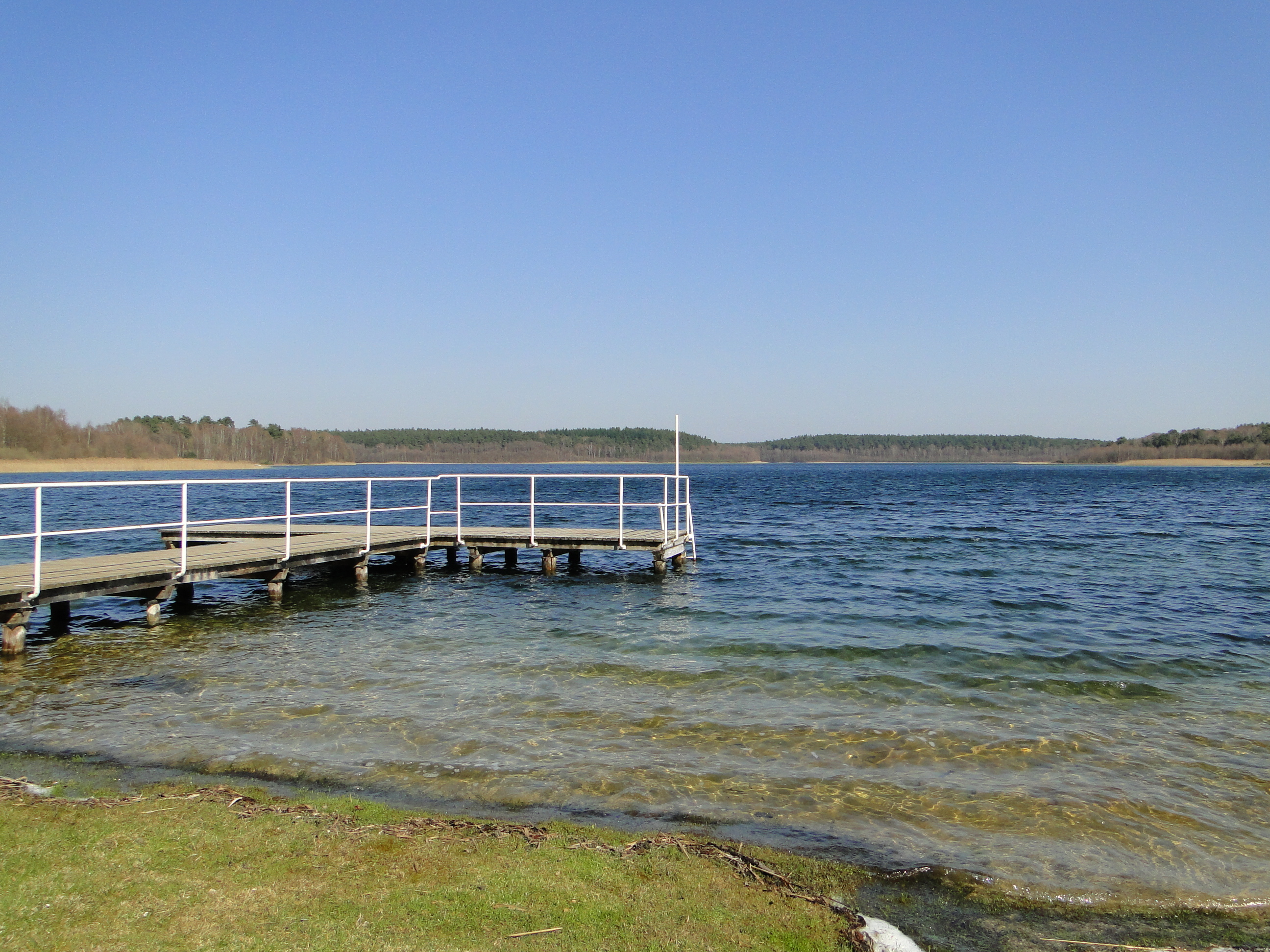
Badestelle am „Fürstenseer“

Am Ortsausgang in Richtung Wokuhl befindet sich eine Badestelle mit großer Liegewiese und begrenzten Parkmöglichkeiten für Kraftfahrzeuge am Großen Fürstenseer See. Für die Sicherheit und Sauberkeit von Badestelle und Liegewiese ist die Stadtverwaltung verantwortlich. Der zwar vorhandene, aber wegen mangelnder Stand- und Verkehrssicherheit gesperrte Badestege konnte 2023 nicht wieder hergerichtet werden; eine Erneuerung ist 2024 vorgesehen.